# Ishania zapotek
Ishania zapotek är en spindelart som beskrevs av Rudy Jocqué och Léon Baert 2002. Ishania zapotek ingår i släktet Ishania och familjen Zodariidae. Inga underarter finns listade i Catalogue of Life.